# Hermann Michel
Hermann Michel (Westerkappeln, 20 febbraio 1909 – Egitto, 8 agosto 1984) è stato un militare tedesco che partecipò all'Aktion Reinhardt, nome in codice dato al progetto di sterminio degli ebrei in Polonia.
Non va confuso con l'omonimo nazista Hermann Michel (o Michl), nato il 23 aprile 1912 a Passau, il quale prestò invece servizio a Buchenwald, Majdanek e Sachsenhausen, venendo infine assassinato il 21 luglio 1944 a Lublino.

## Biografia
A metà degli anni '30 iniziò a lavorare come infermiere presso il centro medico Berlin-Buch. Alla fine degli anni '30, insieme a Franz Stangl e Christian Wirth, lavorò come capo infermiere presso il centro di sterminio di Hartheim, dove i disabili fisici e mentali venivano sterminati nell'ambito del programma di eutanasia noto come Aktion T4.
Nell'aprile 1942, l'SS-Obersturmführer Franz Stangl fu nominato comandante del campo di sterminio di Sobibór. Michel fu scelto da Stangl come suo vice, in virtù del loro precedente rapporto di lavoro e della sua vasta esperienza nei programmi di eutanasia forzata.
Michel viene descritto come un uomo alto e aggraziato, con lineamenti delicati e una voce piacevole. Il suo modo di parlare educato e raffinato gli valse il soprannome di "Preacher" (predicatore).
Eda Lichtman, una sopravvissuta di Sobibór, descrisse come Michel ingannava i prigionieri ebrei al loro arrivo al campo:
L'SS-Oberscharführer Kurt Bolender, comandante del campo III di Sobibór, testimoniò al suo processo su come funzionava il processo di sterminio:
A seguito della rivolta del 14 ottobre 1943, i 125 sopravvissuti del personale delle SS del campo di Sobibór, compreso Michel, furono trasferiti a Trieste, in Italia, per combattere i partigiani ivi presenti. Mentre era in prigione nel 1971, Franz Stangl dichiarò in un'intervista: "Eravamo motivo di imbarazzo per i nostri superiori. Volevano trovare modi e mezzi per incenerirci". Franz Stangl riteneva che Hermann Michel fosse sopravvissuto alla seconda guerra mondiale e che fosse fuggito in Egitto, sebbene ciò non sia mai stato dimostrato.
Alcune fonti suggeriscono che Hermann Michel sia morto l'8 agosto 1984 in Egitto, ma ciò non è mai stato provato in maniera definitiva.